# Fausto Coppi
Fausto Coppi (Castellania Coppi, 15 september 1919 – Tortona, 2 januari 1960) was een Italiaans wielrenner. Zijn grote prestaties leverden hem de bijnamen Il Campionissimo (Kampioen der kampioenen), en l’Airone (de Reiger) op.
Coppi was een zeer veelzijdig renner en boekte in zijn wielercarrière tal van successen, waaronder vijf eindzeges in de Ronde van Italië en twee eindzeges in de Ronde van Frankrijk. Op het gebied van eendagskoersen won hij onder meer vijfmaal de Ronde van Lombardije, driemaal Milaan-San Remo en eenmaal Parijs-Roubaix. Voorts behaalde Coppi in 1953 de wereldtitel en vestigde hij in 1942 een nieuw werelduurrecord. Hij won de Trophée Gentil tweemaal, in 1947 en 1952.

## Levensloop en loopbaan

### Vroege wielerjaren
Coppi begon zijn sportloopbaan in 1937 als nieuweling. Hij bleek meteen succesvol en zette als amateur zijn zegereeks voort. In 1939 werd hij professional bij Legnano, de ploeg van Gino Bartali. Het was de bedoeling, dat hij voor hem zou rijden, maar in plaats daarvan onttroonde hij direct in 1940 zijn kopman als winnaar van de Giro. Zo ontstond een rivaliteit, die de rest van hun carrières zou bepalen. In 1943 en 1944 nam hij niet aan wedstrijden deel, omdat hij als krijgsgevangene in Tunesië verbleef.

### Successen
In 1949 en 1952 won Coppi de Ronde van Frankrijk en in 1940, 1947, 1949, 1952 en 1953 de Ronde van Italië. Coppi slaagde in 1949 als eerste renner ooit in het winnen van de dubbel Ronde van Frankrijk en Ronde van Italië. In 1952 wist hij dit huzarenstukje te herhalen.
Hij vestigde een nieuw werelduurrecord in 1942 (45,871 kilometer), dat pas in 1956 door Jacques Anquetil verbeterd werd.
In de klassiekers kende hij ook veel succes: in 1946, 1948 en 1949 won hij Milaan-San Remo, in 1953 won hij het wereldkampioenschap in Lugano, in 1946, 1947, 1948, 1949 en 1954 won hij de Ronde van Lombardije en in 1950 won hij Parijs-Roubaix. Ook won hij de Waalse Pijl, eveneens in 1950. Als beste renner van het jaar werd Coppi in 1949 de Desgrange-Colombo-beker toegekend. In 1947, 1949 en 1953 werd hij winnaar van de Trofee Gentil.

### Titanenstrijd met Bartali en de Witte Dame

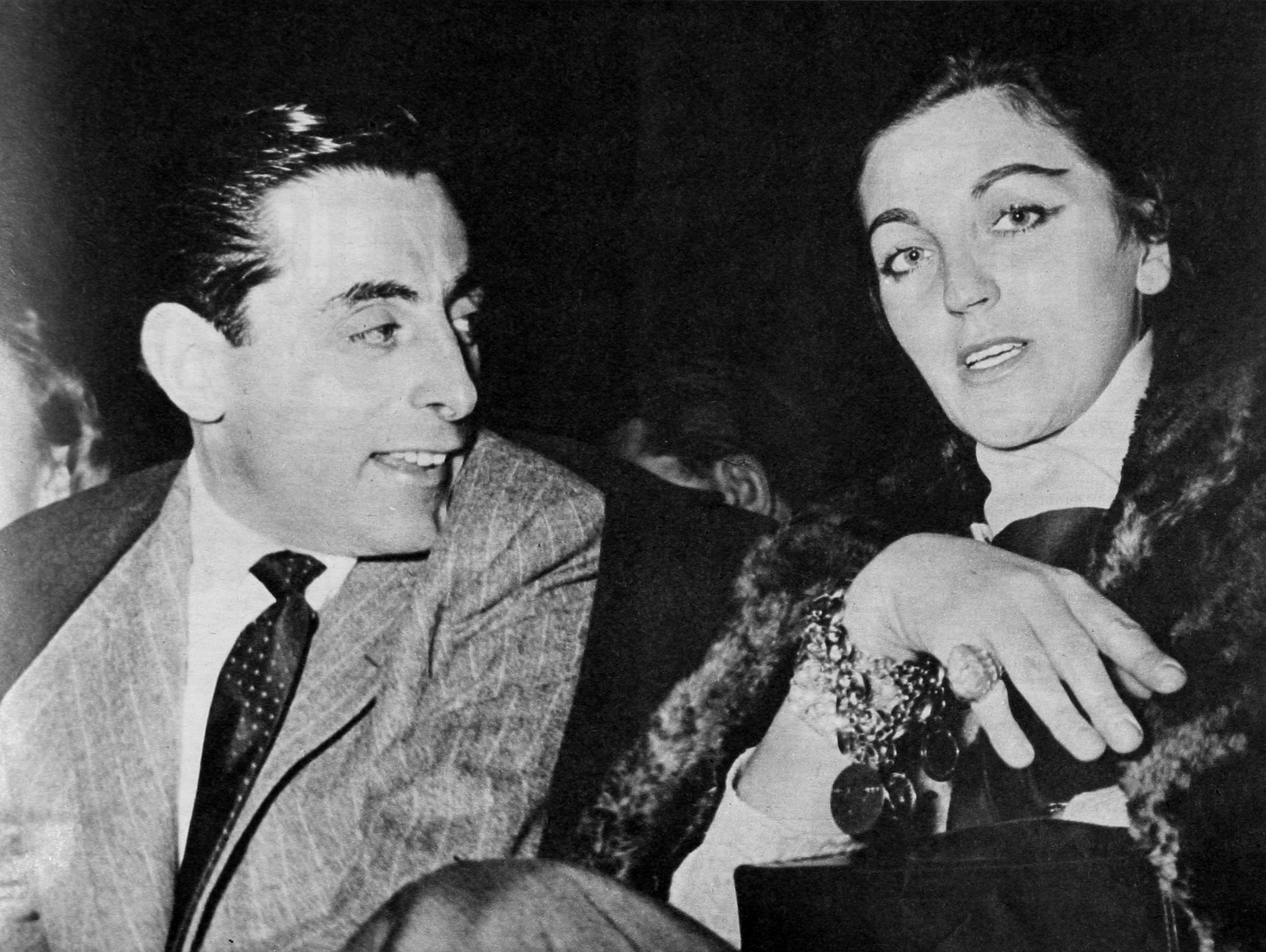
Fausto Coppi en Giulia Occhini in 1956

Tijdens zijn carrière behaalde Coppi in totaal 153 overwinningen. De rode draad tijdens zijn carrière was de rivaliteit met zijn landgenoot Gino Bartali. Die rivaliteit verdeelde het naoorlogse Italië in twee kampen waartussen je niet neutraal kon blijven. Zo had je vooral katholieken die Bartali steunden en Coppi verfoeiden omwille van zijn affaire met Giulia Locatelli (geboortenaam Occhini), ook wel de Witte Dame genoemd. Coppi was ongelukkig getrouwd en hervond zijn lust in leven én wielrennen toen de eveneens getrouwde Locatelli in zijn leven kwam. Omdat zij altijd in witte kleding heimelijk bij de finish stond opgesteld, werd ze La Dama Bianca oftewel de Witte Dame genoemd.
Coppi heeft altijd beweerd dat zijn wereldtitel op de weg in 1953 in Lugano het resultaat is geweest van zijn gevoelens voor Giulia, die hem had toegezegd bij de finish op hem te zullen staan wachten, deze keer in zwarte kleren. Beroemd is dan ook de foto waarop de kersverse wereldkampioen van zijn geliefde de bloemen krijgt overhandigd. Deze foto heeft destijds in Italië een grote schok teweeggebracht, omdat toen pas echt duidelijk werd wat deze twee gehuwden voor elkaar voelden. In 1955 schonk zij hem de liefdesbaby Faustino (later architect in Novi Ligure, waar ook de Villa Coppi staat waar Fausto Coppi jaren heeft gewoond) die echter in Buenos Aires ter wereld moest komen vanwege alle heisa die deze "verboden liefde" in Italië met zich meebracht.

### Overlijden
Coppi liep in het najaar van 1959 in Opper-Volta, het huidige Burkina Faso, malaria op. Hij deed daar min of meer voor de grap mee aan een koers. De dokters in Italië herkenden zijn ziekteverschijnselen in eerste instantie niet en gaven hem medicijnen ter bestrijding van een longontsteking. De toegediende medicatie versnelde echter zijn ziekteproces. Op 2 januari 1960 overleed hij op veertigjarige leeftijd.

## Nalatenschap

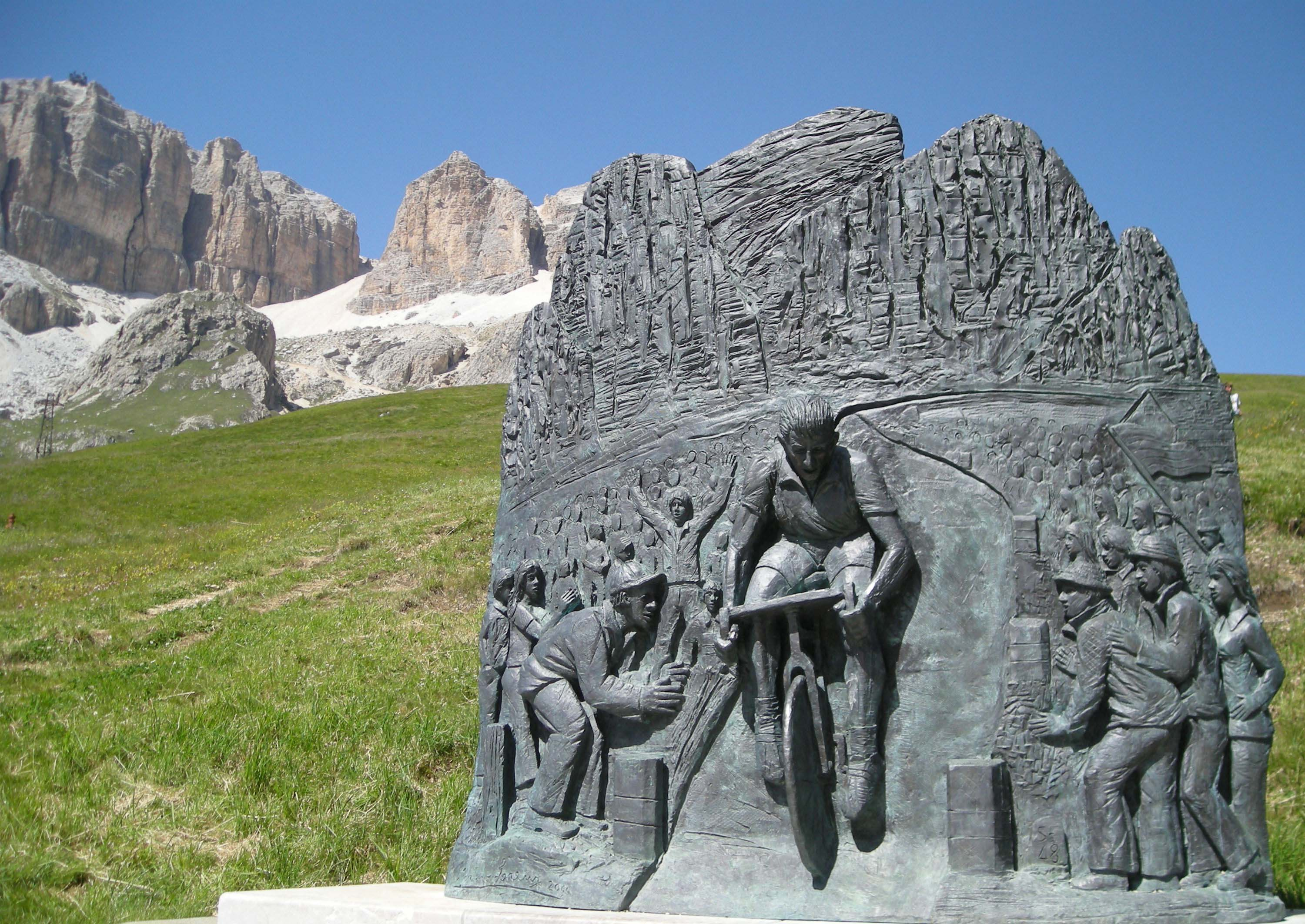
Coppimonument op de Passo Pordoi

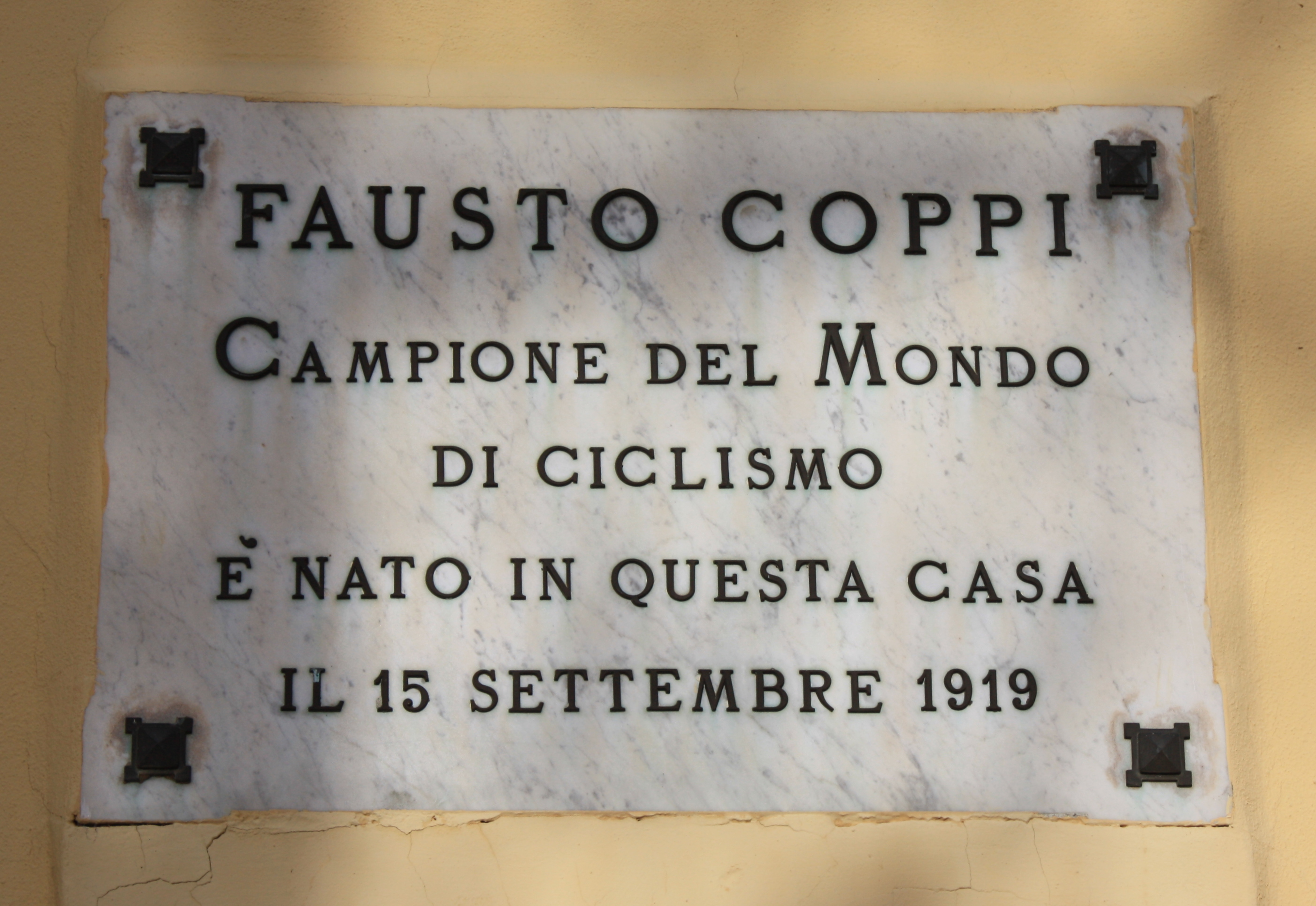
Gedenkplaat aan gevel Casa Museo Fausto Coppi in Castellania

Op diverse cols in Italië en Frankrijk staan standbeelden van en monumenten voor Coppi. Bij zijn graf in zijn geboorteplaats Castellania is hij samen met zijn broer Serse (die omkwam bij een wielerwedstrijd) vereeuwigd in een manshoog beeldhouwwerk.
In Castellania is in zijn geboortehuis een museum ingericht: Casa Museo Fausto Coppi. Het dorp werd in 2019 omgedoopt tot Castellania Coppi.
Elk jaar wordt een cyclosportief ter ere van Coppi gereden in Cuneo. Duizenden deelnemers hebben dan allemaal hetzelfde shirt aan met daarop de beeltenis van Fausto Coppi.
Tijdens de Ronde van Italië wordt er een speciale bonus uitgereikt, de Cima Coppi, voor de eerste renner die het hoogste punt van die ronde bereikt.
Ook is er de Italiaanse wielerronde   Settimana Internazionale di Coppi e Bartali (ook kortweg Settimana Coppi e Bartali) die sinds 2001 deze naam draagt.

## Fietsmerk Coppi
Eerdergenoemde Faustino heeft later aan de fietsfabriek Masciaghi zijn toestemming gegeven om Fausto Coppi-fietsen te maken. De ploegen Polti en MG Technogym reden op Coppi-fietsen. Gianni Bugno, Luc Leblanc en Michele Bartoli zijn slechts een aantal van de renners die triomfen hebben gevierd op dit fietsenmerk.

## Belangrijkste overwinningen
1940
- Kampioenschap van Italië achtervolging (baan)
- Florence-Modena
- 11e etappe Ronde van Italië
- Eindklassement Ronde van Italië

1941
- Kampioenschap van Italië achtervolging (baan)
- Ronde van Emilië
- Ronde van Toscane
- Ronde van Venetië
- Ronde van de Drie Valleien
- Trofeo Baracchi

1942
- Italiaans kampioenschap op de weg, Elite
- Kampioenschap van Italië achtervolging (baan)
- Werelduurrecord te Milaan (45,871 km/h)

1945
- Criterium van Lugano
- Ronde van Candelotti
- Ronde van Milaan

1946
- Criterium van Lugano
- Ronde van Romagne
- Prato-Bologna
- Milaan-San Remo
- Ronde van Lombardije
- Grand Prix des Nations
- 5e etappe Ronde van Italië
- 14e etappe Ronde van Italië
- 15e etappe Ronde van Italië

1947
- Wereldkampioenschap achtervolging (baan) te Parijs
- Italiaans kampioenschap wielrennen voor elite, Elite
- Kampioenschap van Italië achtervolging (baan)
- 4e etappe Ronde van Italië
- 8e etappe Ronde van Italië
- 16e etappe Ronde van Italië
- Eindklassement Ronde van Italië
- Ronde van Lombardije
- Grand Prix des Nations
- Ronde van Emilië
- Ronde van Venetië
- 5e etappe deel B Ronde van Zwitserland
- Ronde van Romagne
- Rome-Napels
- Grote Prijs Tommaselli
- Lausanne-Genève (tijdrit)
- Dwars door Lausanne

1948
- Kampioenschap van Italië achtervolging (baan)
- Milaan-San Remo
- Ronde van Lombardije
- Ronde van Emilië
- Ronde van de Drie Valleien
- 16e etappe Ronde van Italië
- 17e etappe Ronde van Italië
- Bergklassement Ronde van Italië
- Cortina d'Ampezzo-Trente

1949
- Wereldkampioenschap achtervolging (baan) te Kopenhagen
- Italiaans kampioenschap op de weg, Elite
- 7e etappe Ronde van Frankrijk
- 17e etappe Ronde van Frankrijk
- 20e etappe Ronde van Frankrijk
- Eindklassement Ronde van Frankrijk
- Bergklassement Ronde van Frankrijk
- 4e etappe Ronde van Italië
- 11e etappe Ronde van Italië
- 17e etappe Ronde van Italië
- Eindklassement Ronde van Italië
- Bergklassement Ronde van Italië
- Milaan-San Remo
- Ronde van Lombardije
- Ronde van Venetië
- Challenge Desgrange-Colombo
- Ronde van Romagne
- Cosenza-Salerno
- Bassano-Bolzano

1950
- Parijs-Roubaix
- Waalse Pijl
- 2e etappe deel A Rome-Napels-Rome
- Grote Prijs van Genève (tijdrit)
- Ronde van Reggio
- Ronde van Reggio Calabria

1951
- Grand Prix de Lugano (tijdrit)
- 6e etappe Ronde van Italië
- 18e etappe Ronde van Italië
- 20e etappe Ronde van Frankrijk
- Grote Prijs van Brasschaet
- Gap-Briancon

1952
- 7e etappe Ronde van Frankrijk
- 10e etappe Ronde van Frankrijk
- 11e etappe Ronde van Frankrijk
- 18e etappe Ronde van Frankrijk
- 21e etappe Ronde van Frankrijk
- Eindklassement Ronde van Frankrijk
- Bergklassement Ronde van Frankrijk
- 5e etappe Ronde van Italië
- 11e etappe Ronde van Italië
- 14e etappe Ronde van Italië
- Eindklassement Ronde van Italië
- Grand Prix de Lugano (tijdrit)
- Grote Prijs Middellandse Zee

1953
- Wereldkampioenschap wielrennen op de weg te Lugano
- 4e etappe Ronde van Italië
- 11e etappe Ronde van Italië
- 19e etappe Ronde van Italië
- 20e etappe Ronde van Italië
- Eindklassement Ronde van Italië
- Trofeo Baracchi (met Riccardo Filippi)

1954
- Ronde van Lombardije
- Trofeo Baracchi (met Riccardo Filippi)
- 4e etappe deel A Rome-Napels-Rome
- 20e etappe Ronde van Italië
- 2e etappe Ronde van Zwitserland
- 4e etappe Ronde van Zwitserland
- 3e etappe Parijs-Nice
- St. Etienne-Vergese
- Ronde van Palermo
- Coppa Bernocchi
- Winterthur-Davos
- Lecco-Lugano
- Ronde van Campanië
- Ronde van Cagliari

1955
- Italiaans kampioenschap op de weg, Elite
- Ronde van de Drie Valleien
- Trofeo Baracchi (met Riccardo Filippi)
- 20e etappe Ronde van Italië
- 5e etappe deel B Rome-Napels-Rome
- Ronde van Campanië
- Ronde van Cagliari
- Trente-San Pellegrino
- Ronde van de Apennijnen

1956
- Grand Prix de Lugano (tijdrit)

1957
- Trofeo Baracchi (met Ercole Baldini)

## Belangrijkste ereplaatsen
1939
- 3e in de Ronde van Piëmont

1940
- 3e in de Ronde van de Drie Valleien

1941
- 4e in de Ronde van Lazio
- 5e in de Ronde van Lombardije

1942
- 4e in de Ronde van Lazio
- 5e in de Ronde van Toscane
- 5e in de Ronde van Emilië

1945
- 2e in de Ronde van Lazio
- 3e in het Kampioenschap van Italië achtervolging (baan)
- 5e in het Kampioenschap van Italië op de weg

1946
- 2e in het Kampioenschap van Italië achtervolging (baan)
- 2e in de Ronde van Italië
- 2e in het Kampioenschap van Zürich

1947
- 5e in de Ronde van Zwitserland

1948
- 2e in het Wereldkampioenschap achtervolging (baan) te Amsterdam
- 2e in het Kampioenschap van Italië op de weg
- 2e in de Omloop Het Volk
- 5e in de Ronde van Toscane

1949
- 2e in het Kampioenschap van Italië achtervolging (baan)
- 2e in de Ronde van Piëmont
- 3e in het Wereldkampioenschap op de weg te Kopenhagen
- 3e in de Waalse Pijl

1950
- 2e in de Grand Prix de Lugano
- 2e in Rome-Napels-Rome
- 2e in de Trofeo Baracchi (met Serse Coppi)
- 3e in de Ronde van Lombardije
- 4e in de Challenge Desgrange-Colombo
- 5e in de Ronde van Piëmont

1951
- 2e in de Grand Prix des Nations
- 3e in de Ronde van Lombardije
- 4e in de Ronde van Italië
- 4e in de Trofeo Baracchi (met Wim van Est)

1952
- 2e in Parijs-Roubaix
- 2e in de Challenge Desgrange-Colombo
- 3e in de Ronde van Emilië
- 3e in de Trofeo Baracchi (met Michele Gismondi)
- 4e in de Ronde van Romandië

1954
- 2e in het Kampioenschap van Italië op de weg
- 2e in Rome-Napels-Rome
- 4e in de Ronde van Italië
- 4e in Milaan-San Remo
- 5e in de Ronde van Zwitserland

1955
- 2e in de Ronde van Italië
- 2e in Parijs-Roubaix
- 3e in Rome-Napels-Rome
- 4e in Milaan-Turijn

1956
- 2e in de Ronde van Lombardije
- 2e in de Trofeo Baracchi (met Riccardo Filippi)

1957
- 3e in de Grand Prix de Lugano

1959
- 4e in de Grand Prix de Lugano
- 5e in de Trofeo Baracchi (met Louison Bobet)

## Resultaten in voornaamste wedstrijden
| Jaar | Ronde van Italië | Ronde van Frankrijk | Ronde van Spanje |
| ---- | ---------------- | ------------------- | ---------------- |
| 1940 | ↑ (1)            |                     |                  |
| 1941 |                  |                     |                  |
| 1942 |                  |                     |                  |
| 1946 | ↑ (3)            |                     |                  |
| 1947 | ↑ (3)            |                     |                  |
| 1948 | opgave (2)       |                     |                  |
| 1949 | ↑ (3)            | ↑ (3)               |                  |
| 1950 | opgave           |                     |                  |
| 1951 | 4e (2)           | 10e (1)             |                  |
| 1952 | ↑ (3)            | ↑ (5)               |                  |
| 1953 | ↑ (4)            |                     |                  |
| 1954 | 4e (2)           |                     |                  |
| 1955 | ↑ (1)            |                     |                  |
| 1956 | opgave           |                     |                  |
| 1958 | 32e              |                     |                  |
| 1959 |                  |                     | opgave           |

| Jaar | Milaan-San Remo | Parijs-Roubaix | Ronde van Lombardije | Waalse Pijl | Omloop Het Volk |  | WK op de weg |  | Wereldranglijsten |
| ---- | --------------- | -------------- | -------------------- | ----------- | --------------- |  | ------------ |  | ----------------- |
| 1940 | 10e             |                | 16e                  |             |                 |  |              |  |                   |
| 1941 | 10e             |                | 5e                   |             |                 |  |              |  |                   |
| 1942 | 21e             |                | 7e                   |             |                 |  |              |  |                   |
| 1946 | ↑               |                | ↑                    |             |                 |  |              |  |                   |
| 1947 |                 |                | ↑                    |             |                 |  |              |  |                   |
| 1948 | ↑               |                | ↑                    |             | Zilver          |  |              |  | 10e (CDC)         |
| 1949 | ↑               | 12e            | ↑                    | Brons       |                 |  | ↑            |  | (CDC)             |
| 1950 | 9e              | ↑              | ↑                    | Goud        |                 |  |              |  | 4e (CDC)          |
| 1951 |                 |                | ↑                    |             |                 |  |              |  | 7e (CDC)          |
| 1952 | 37e             | ↑              | 35e                  |             |                 |  |              |  | (CDC)             |
| 1953 | 9e              |                |                      |             |                 |  | ↑            |  |                   |
| 1954 | 4e              |                | ↑                    |             |                 |  | 6e           |  |                   |
| 1955 | 63e             | ↑              | 11e                  |             |                 |  |              |  |                   |
| 1956 |                 |                | ↑                    |             |                 |  | 15e          |  |                   |
| 1958 |                 |                |                      |             |                 |  | 18e          |  |                   |
| 1959 |                 | 44e            |                      |             |                 |  |              |  |                   |

## Trivia
- Harry de Wit heeft in 1992 een opera gecomponeerd, die losjes op het leven van Coppi was gebaseerd. De componist was niet echt te spreken over de uitvoering.
- In 2019 werd zijn geboortedorp naar Coppi genoemd: Castellania werd Castellania Coppi.[7]

## Boeken en bronnen
- Schrijver en journalist Dino Buzzati was in 1949 aanwezig bij de Giro. De artikelen voor de Corriere della Serra zijn gebundeld in het boek De Ronde van Italië (in 2006 in het Nederlands verschenen)
- Schrijver Martin Ros was een groot Coppi-liefhebber en heeft o.a. deze drie boeken gepubliceerd: 'Fausto Coppi - Een heldenleven', 'Heldenlevens' (met o.a. een verhaal over Fausto Coppi) en 'Triomf' (Over Fausto Coppi en Gino Bartali)

- Biblioteca Nacional de España: XX1233301
- Bibliothèque nationale de France: cb119361602 (data)
- Gemeinsame Normdatei: 122017536
- International Standard Name Identifier: 0000 0000 3197 8993
- Library of Congress Control Number: n80051580
- Nationale Bibliotheek van Tsjechië: mzk20231187709
- Nederlandse Thesaurus van Auteursnamen: 072796944
- Istituto Centrale per il Catalogo Unico: TO0V202381
- Système universitaire de documentation: 027286479
- Virtual International Authority File: 69799332
- WorldCat: E39PBJmHKvyJxPpTJTXTbdcpT3